# کنت کائوندا
کنت کائوندا (انگلیسی: Kenneth David Buchizya Kaunda؛ زادهٔ ۲۸ آوریل ۱۹۲۴ – درگذشتهٔ ۱۷ ژوئن ۲۰۲۱) یک سیاست‌مدار اهل زامبیا بود. او از ۲۴ اکتبر ۱۹۶۴ تا ۲ نوامبر ۱۹۹۱ رئیس‌جمهور زامبیا بود. وی همچنین از ۸ سپتامبر ۱۹۷۰ تا ۵ سپتامبر ۱۹۷۳ سومین دبیرکل جنبش عدم تعهد بود.
کنت کائوندا در ۱۷ ژوئن ۲۰۲۱، بعد از یک دوره کوتاه بیماری در سن ۹۷ سالگی درگذشت.